# Regionalwahlkreis Graz und Umgebung
Der Regionalwahlkreis Graz und Umgebung (Wahlkreis 6A) ist ein Regionalwahlkreis in Österreich, der bei Wahlen zum Nationalrat für die Vergabe der Mandate im ersten Ermittlungsverfahren gebildet wird. Der 2013 gegründete Wahlkreis umfasst die Stadt Graz und den Bezirk Graz-Umgebung.
Bei der Nationalratswahl 2019 waren im Regionalwahlkreis Graz und Umgebung 317.873 Personen wahlberechtigt, wobei bei der Wahl die Österreichische Volkspartei (ÖVP) mit 32,2 % als stärkste Partei hervorging. Von den neun zu vergebenden Grundmandaten entfielen zwei auf die ÖVP und je eines auf die Sozialdemokratische Partei Österreichs (SPÖ), auf die Freiheitliche Partei Österreichs (FPÖ) und auf Die Grünen – Die Grüne Alternative (GRÜNE).

## Geschichte
Nach dem Ende des Staates Österreich-Ungarn wurden für das Gebiet der Steiermark mit der Wahlordnung 1918 für die Wahl der konstituierenden Nationalversammlung vier Wahlkreise geschaffen, wobei für das Gebiet des heutigen Regionalwahlkreises der Wahlkreis Graz und Umgebung (Wahlkreis 20) gebildet wurde, der neben der Stadt Graz auch den Gerichtsbezirk Graz Umgebung umfasste. Nachdem die Wahlordnung von 1923 von der austrofaschistischen Regierung 1934 außer Kraft gesetzt worden war, wurde die ursprüngliche Einteilung der Wahlkreise nach dem Zweiten Weltkrieg mit dem Verfassungsgesetz vom 19. Oktober 1945 weitgehend wieder eingeführt. Mit der Nationalrats-Wahlordnung 1971 kam es zu einer tiefgreifenden Wahlkreisreform, mit der die Anzahl der Wahlkreise in Österreich auf nur noch neun reduziert wurde. Für das Bundesland Steiermark bestand in der Folge nur noch ein Wahlkreis, der Wahlkreis Steiermark (Wahlkreis 6). Mit Inkrafttreten der Nationalrats-Wahlordnung 1992 wurde das österreichische Bundesgebiet schließlich in 43 Regionalwahlkreise unterteilt und somit ein drittes Ermittlungsverfahren eingeführt, wobei die Stadt Graz zum Regionalwahlkreis Graz (Wahlkreis 6A) und der Bezirk Graz-Umgebung gemeinsam mit dem Bezirk Voitsberg zum Regionalwahlkreis Steiermark Mitte (6B) wurde. Im Zuge der Zusammenlegung von Bezirken im Bundesland Steiermark kam es per 1. Jänner 2013 auch zu einer Neuordnung der Regionalwahlkreise im Bundesland Steiermark. Dadurch wurde der Regionalwahlkreis Graz mit dem Bezirk Graz-Umgebung zum Regionalwahlkreis Graz und Umgebung verschmolzen. Mit neun Mandaten ist Graz und Umgebung der Regionalwahlkreis Österreichs mit der größten Zahl zu vergebener Mandate.
Bei der Nationalratswahl 2013 erreichte die FPÖ die Stimmenmehrheit, seit der Wahl 2017 ist die ÖVP Wahlsieger im Wahlkreis.

## Wahlergebnisse
| Nationalratswahlen im Regionalwahlkreis Graz und Umgebung | Nationalratswahlen im Regionalwahlkreis Graz und Umgebung | Nationalratswahlen im Regionalwahlkreis Graz und Umgebung | Nationalratswahlen im Regionalwahlkreis Graz und Umgebung | Nationalratswahlen im Regionalwahlkreis Graz und Umgebung | Nationalratswahlen im Regionalwahlkreis Graz und Umgebung | Nationalratswahlen im Regionalwahlkreis Graz und Umgebung | Nationalratswahlen im Regionalwahlkreis Graz und Umgebung | Nationalratswahlen im Regionalwahlkreis Graz und Umgebung | Nationalratswahlen im Regionalwahlkreis Graz und Umgebung | Nationalratswahlen im Regionalwahlkreis Graz und Umgebung |
| Wahltermin                                                | GM                                                        |                                                           | SPÖ                                                       | ÖVP                                                       | FPÖ                                                       | GRÜNE                                                     | FRANK                                                     | NEOS                                                      | PILZ/JETZT                                                | Sonstige                                                  |
| --------------------------------------------------------- | --------------------------------------------------------- | --------------------------------------------------------- | --------------------------------------------------------- | --------------------------------------------------------- | --------------------------------------------------------- | --------------------------------------------------------- | --------------------------------------------------------- | --------------------------------------------------------- | --------------------------------------------------------- | --------------------------------------------------------- |
| 29. September 2013                                        |                                                           | Stimmenanteile (%)                                        | 20,0                                                      | 17,7                                                      | 22,0                                                      | 17,7                                                      | 8,6                                                       | 5,9                                                       | -                                                         | 8,2                                                       |
| 29. September 2013                                        | 9                                                         | Grundmandate                                              | 1                                                         | 1                                                         | 1                                                         | 1                                                         | 0                                                         | 0                                                         | -                                                         | 0                                                         |
| 15. Oktober 2017                                          |                                                           | Stimmenanteile (%)                                        | 26,0                                                      | 28,7                                                      | 23,7                                                      | 4,9                                                       | -                                                         | 7,5                                                       | 6,1                                                       | 3,1                                                       |
| 15. Oktober 2017                                          | 9                                                         | Grundmandate                                              | 2                                                         | 2                                                         | 2                                                         | 0                                                         | -                                                         | 0                                                         | 0                                                         | 0                                                         |
| 29. September 2019                                        |                                                           | Stimmenanteile (%)                                        | 16,8                                                      | 32,2                                                      | 14,6                                                      | 21,9                                                      | -                                                         | 9,8                                                       | 2,4                                                       | 2,3                                                       |
| 29. September 2019                                        | 9                                                         | Grundmandate                                              | 1                                                         | 2                                                         | 1                                                         | 1                                                         | -                                                         | 0                                                         | 0                                                         | 0                                                         |
| 29. September 2024                                        |                                                           | Stimmenanteile (%)                                        | 20,3                                                      | 23,1                                                      | 24,7                                                      | 12,7                                                      | -                                                         | 11,0                                                      | -                                                         | 8,1                                                       |
| 29. September 2024                                        | 9                                                         | Grundmandate                                              | 1                                                         | 2                                                         | 2                                                         | 1                                                         | -                                                         | 0                                                         | -                                                         | 0                                                         |